# Verbascum kemerense
Verbascum kemerense är en flenörtsväxtart som beskrevs av Hub.-mor.. Verbascum kemerense ingår i släktet kungsljus, och familjen flenörtsväxter. Inga underarter finns listade i Catalogue of Life.